# Nicole-Reine Lepaute

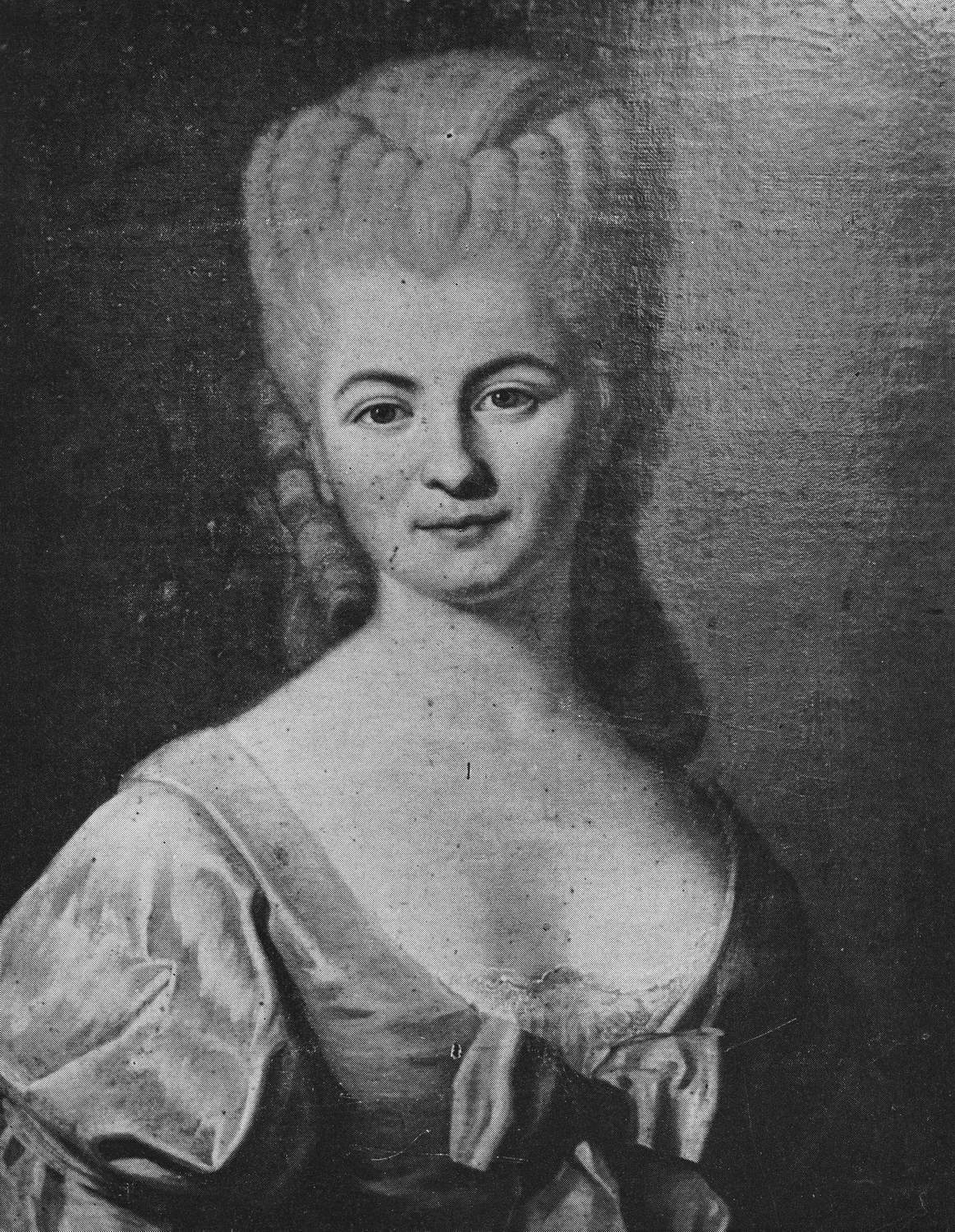
Nicole-Reine Lepaute

Nicole-Reine Lepaute (Nicole-Reine Étable de la Brière Lepaute; * 5. Januar 1723 in Paris; † 6. Dezember 1788 ebenda) war eine französische Astronomin und Mathematikerin in der Zeit der Aufklärung. 1762 berechnete Lepaute die exakte Zeit der Sonnenfinsternis von 1764.
Zusammen mit Alexis-Claude Clairaut und Jérôme Lalande arbeitete sie an der Berechnung der Anziehung von Jupiter und Saturn auf den Halleyschen Kometen. Gemeinsam berechneten sie die Wiederkehr des Halleyschen Kometen in 1759.
Zu ihrer Ehre wurde der Asteroid (7720) Lepaute und der Mondkrater Lepaute benannt.

## Leben

### Jugend
Nicole-Reine Lepaute wurde am 5. Januar 1723 im Luxemburger Palast in Paris als Tochter von Jean Etable, Kammerdiener im Dienste von Louise Élisabeth d’Orléans, geboren. In ihrer Kindheit wurde sie für ihre Intelligenz, ihr Interesse an Büchern sowie für ihre sozialen Gaben geachtet.

### Erwachsenenalter
Im August 1749 heiratete sie Jean André Lepaute, einen königlichen Uhrmacher im Palast von Luxemburg.  Er wurde schnell in ganz Europa für sein außergewöhnliches Werk berühmt. 1768 adoptierte sie den Neffen ihres Mannes, Joseph Lepaute Dagelet, der 1785 ein Mitglied der Französischen Akademie der Wissenschaften wurde. Sie bildete ihn in Astronomie und fortgeschrittener Mathematik aus, sodass er 1777 Mathematikprofessor an der französischen Militärschule wurde. Nicole-Reine Lepaute kümmerte sich bis zu ihrem Tod am 6. Dezember 1788 in Paris um ihren todkranken Ehemann.

## Karriere
Nicole Lepaute konstruierte zusammen mit ihrem Ehepartner eine Uhr mit astronomischer Funktion. Die Uhr wurde 1753 der Französischen Akademie der Wissenschaften vorgestellt, wo sie von Jérôme Lalande inspiziert und genehmigt wurde.
Nachdem sie die Uhr zusammen mit ihrem Mann fertiggestellt hatte, arbeitete sie mit ihm und Lalande an einem Buch mit dem Titel „Traité d'horlogerie“ (Abhandlung über die Uhrmacherei), das 1755 unter dem Namen ihres Mannes veröffentlicht wurde. Lepaute berechnete für dieses Buch eine Tabelle der Schwingungszahlen für Pendel unterschiedlicher Länge und Längen für jede gegebene Schwingungszahl. Die Tabelle beinhaltete Pendel mit einer Länge von 1 ½ inch und 18000 Schwingungen bis hin zu Pendeln mit einer Länge von 12000 km.

## Halley’s Comet
Jérôme Lalande empfahl ihr, zusammen mit dem Mathematiker Alexis Clairault die vorausgesagte Rückkehr des Halleyschen Kometen zu berechnen sowie die Anziehungskraft von Jupiter und Saturn des Halleyschen Kometen zu berechnen. Das Team sagte voraus, dass der Komet Mitte April 1759 eintreffen würde. Sie waren fast korrekt, denn der Komet traf am 13. März 1759 ein. Clairaut erkannte Lepautes Anteil an der gemeinsamen Arbeit nicht an, was Lalande verärgerte, da dieser Lepaute für „die bedeutendste französische Astronomin aller Zeiten“ hielt. Jérôme Lalande hob ihren Beitrag an der wissenschaftlichen Arbeit 1769 in einem Artikel des „Journal des savans“ hervor.

## Mathematische Errungenschaften
1761 wurde Lepaute als Ehrenmitglied der angesehenen wissenschaftlichen Akademie von Béziers aufgenommen und verfasste im Zuge dessen Abhandlungen, in denen sie Berechnungen über die Laufbahn der Venus vorlegte. Lalande arbeitete fünfzehn Jahre lang mit Lepaute an den jährlichen Leitfäden der Akademie der Wissenschaften für Astronomen und Navigatoren zusammen, indem sie Ephemeriden entwickelte: Tabellen, die die Position der Sterne an jedem Tag des Jahres vorhersagen. Nach Lepautes Tod schrieb Lalande eine kurze Biographie über ihre Beiträge zur Astronomie.
Im Jahr 1762 berechnete Lepaute den genauen Zeitpunkt einer Sonnenfinsternis, die sich am 1. April 1764 ereignete. Sie schrieb einen Artikel, in dem sie die Ausdehnung der Sonnenfinsternis in 15-Minuten-Intervallen für ganz Europa auf einer Karte darstellte und jeweils die Phase der Finsternis sowie deren Prozentsatz voraussagte. Dieser Artikel wurde in Connaissance des temps (Wissen der Zeit) veröffentlicht.
Sie berechnete die Ephemeriden der Sonne, des Mondes und der Planeten für die Jahre 1775 bis 1784.